# Peder Saxesen
Peder Saxesen, död 10 juli 1228, var ärkebiskop i Lunds stift från 1223 fram till sin död.
Peder Saxesen var domprost i Lund när han 1223 valdes till ärkebiskop efter Anders Sunesen, som avgick på grund av obotlig sjukdom. Påven förklarade valet ogiltigt men utsåg ändå Peder Saxesen till ärkebiskop den 11 januari 1224.
Peder Saxesen deltog inte i de möten som hölls med greve Henrik av Schwerin för att få Valdemar Sejr frisläppt. Enligt dokument som skickats till Vatikanen medverkade han dock på andra sätt.